# Кошицька Бела
Кошицька Бела, Кошіцка Бела (словац. Košická Belá) — село в окрузі Кошиці-околиця Кошицького краю Словаччини. Площа села 39,42 км². Станом на 31 грудня 2016 року в селі проживало 993 жителі.

## Історія
Перші згадки про село датуються 1397 роком.

## Географія
Протікає річка Бела

## Населення
| Рік:            | 1994. | 2004.   | 2014.   | 2024.   |
| --------------- | ----- | ------- | ------- | ------- |
| Кількість осіб: | 965   | 962     | 996     | 1006    |
| Різниця:        |       | -0,31 % | +3,53 % | +1,00 % |

| Рік:            | 2023. | 2024.   |
| --------------- | ----- | ------- |
| Кількість осіб: | 994   | 1006    |
| Різниця:        |       | +1,20 % |